# بوتسواناپست
بوتسواناپست (انگلیسی: BotswanaPost) شرکت دولتی پست بوتسوانا است، که در سال ۱۹۸۹ تأسیس شد.